# Lepomis megalotis
De Lepomis megalotis is een straalvinnige vis uit de familie van zonnebaarzen (Centrarchidae) en behoort derhalve tot de orde van baarsachtigen (Perciformes). De vis kan maximaal 24 centimeter lang en 790 gram zwaar worden. De hoogst geregistreerde leeftijd is 6 jaar.

## Leefomgeving en voedsel
L. megalotis is een zoetwatervis. De soort prefereert een gematigd klimaat. Het natuurlijke verspreidingsgebied is Noord-Amerika, van de Grote Meren in Canada en de Verenigde Staten tot het noordoosten van Mexico. L. megalotis komt daar vooral voor in ondiep water van meren, plassen en langzaam stromende rivieren en beken. Hoewel de soort nauw verwant is aan Lepomis macrochirus, die in Duitsland als invasieve soort wordt gezien en handelsrestricties kent, wordt L. megalotis in Duitsland wel verkocht als huisdier.
L. megalotis foerageert vooral op de bodem en eet daar kleine ongewervelden (macrofauna), maar ook kleine vissen.

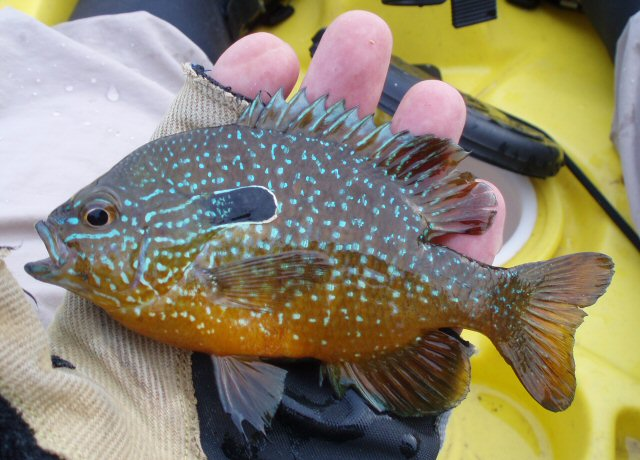
Een gevangen exemplaar uit de Coosa-rivier in Alabama (VS)

## Relatie tot de mens
L. megalotis is voor de beroepsvisserij van geen belang. Er wordt wel op gehengeld. De soort wordt verder gevangen voor commerciële aquaria en kan worden bezichtigd in publiek toegankelijke aquaria.